# Lowe Glacier
Lowe Glacier är en glaciär i Antarktis. Den ligger i Östantarktis. Nya Zeeland gör anspråk på området. Lowe Glacier ligger 2 186 meter över havet.
Terrängen runt Lowe Glacier är bergig åt sydost, men åt nordväst är den kuperad. Trakten är obefolkad. Det finns inga samhällen i närheten. 